# Arthur Nouail de La Villegille
Arthur Nouail de La Villegille (né à Paris le 13 mars 1803 et mort au château de Dangy, à Paudy, dans l'Indre le 26 mai 1882) est un militaire, historien et archéologue français.

## Biographie
D'une famille malouine, Arthur de La Villegille est le fils de Jean Marie Nouail de La Villegille, colonel des armées vendéennes, et d'Émilie de Suzannet (fille de l'amiral Pierre-Alexandre-Gabriel de Suzannet et veuve de Charles César de Royrand). Marié à Mlle Girard de Villesaison, fille du maire d'Issoudun, il est le beau-père d'Hector Péricaud de Gravillon et du général Albert Barbe et le grand-père du général Paul Barbe.
Suivant la carrière militaire, il devient officier d'état-major et aide de camp du duc d'Aumale. 
Propriétaire du château de Dangy, à Paudy, il s'intéresse aux questions historiques et archéologiques. Il devient secrétaire général des Comités historiques au ministère de l'Instruction publique et président de la Société des antiquaires de France en 1845.

## Publications
- Notice sur un ancien coffret en bois, 1860
- Notice sur un verre à boire antique trouvé dans la Vendée, 1860, Bulletin du Comité de la langue, de l'histoire et des arts de la France
- Notice sur le Journal historique et anecdotique du règne de Louis XV, 1847-1856 [lire en ligne]
- Rapport sur les documents concernant l'ancienne communauté des Carmélites de Bourges
- Esquisses pittoresques sur le département de l'Indre, 1882 [lire en ligne]

### Sources et bibliographie
- Ferdinand Nathanael Staaff (sv), La littérature française depuis la formation de la langue jusqu'à nos jours, Didier et Cie, 1884
- Jacques Cheyronnaud, Instructions pour un recueil général des poésies populaires de la France, 1852-1857, Comité des travaux historiques et scientifiques, 1997
- Joseph-Marie Quérard, Pierre-Gustave Brunet, Pierre Jannet, Les Supercheries littéraires dévoilées: galerie des écrivains français de toute l'Europe qui se sont déguisés sous des anagrammes, des astéronymes, des cryptonymes, des initialismes, des noms littéraires, des pseudonymes facétieux ou bizarres, etc, volume 2, Daffis, 1870
- Archives biographiques françaises (ABF I), K.G. Saur, 1988-1990
- La littérature française contemporaine [1827- 1849], G-LAZ, Volume 4, 1848